# 1980年全仏オープン
1980年 全仏オープン（1980ねんぜんふつオープン、Internationaux de France de Roland-Garros 1980）は、フランス・パリにある「ローランギャロス・スタジアム」にて、1980年5月26日から6月8日にかけて開催された。

## 大会の流れ
- 男子シングルスは「128名」の選手による7回戦制で、女子シングルスは「64名」の選手による6回戦制で行われた。男女とも「1回戦不戦勝」（抽選表では“Bye”と表示）はない。

## シード選手

### 男子シングルス
1. ビョルン・ボルグ　（優勝、3年連続5度目）
2. ジョン・マッケンロー　（3回戦）
3. ジミー・コナーズ　（ベスト4）
4. ギレルモ・ビラス　（ベスト8）
5. ビタス・ゲルレイティス　（準優勝）
6. ハロルド・ソロモン　（ベスト4）
7. エディ・ディッブス　（3回戦）
8. ビクトル・ペッチ　（2回戦）
9. イワン・レンドル　（3回戦）
10. ピーター・フレミング　（2回戦）
11. ホセ・ヒゲラス　（1回戦）
12. ハンス・ギルデマイスター　（ベスト8）
13. ヴォイチェフ・フィバク　（ベスト8）
14. ビクトル・アマヤ　（2回戦）
15. マニュエル・オランテス　（4回戦）
16. ホセ・ルイス・クラーク　（2回戦）

### 女子シングルス
1. クリス・エバート・ロイド　（優勝、2年連続4度目）
2. ビリー・ジーン・キング　（ベスト8）
3. ウェンディ・ターンブル　（ベスト8）
4. バージニア・ウェード　（3回戦）
5. ダイアン・フロムホルツ　（ベスト4）
6. キャシー・ジョーダン　（ベスト8）
7. ハナ・マンドリコワ　（ベスト4）
8. バージニア・ルジッチ　（準優勝）
9. レジナ・マルシコワ　（大会開始前に欠場）
10. スー・バーカー　（大会開始前に欠場）
11. アンドレア・イエガー　（1回戦）
12. シルビア・ハニカ　（3回戦）
13. キャロライン・ストール　（2回戦）
14. ミマ・ヤウソベッツ　（3回戦）
15. ケイト・レーサム　（1回戦）
16. ベッティーナ・バンジ　（3回戦）

## 大会経過

### 男子シングルス
準々決勝
- ビョルン・ボルグ vs.  コラド・バラツッティ　6-0, 6-3, 6-3
- ハロルド・ソロモン vs.  ギレルモ・ビラス　1-6, 6-4, 7-6, 7-5
- ジミー・コナーズ vs.  ハンス・ギルデマイスター　6-4, 6-0, 6-0
- ビタス・ゲルレイティス vs.  ヴォイチェフ・フィバク　6-3, 5-7, 6-4, 3-6, 6-3

準決勝
- ビョルン・ボルグ vs.  ハロルド・ソロモン　6-2, 6-2, 6-0
- ビタス・ゲルレイティス vs.  ジミー・コナーズ　6-1, 3-6, 6-7, 6-2, 6-4

### 女子シングルス
準々決勝
- クリス・エバート・ロイド vs.  キャシー・ジョーダン　6-2, 6-0
- ハナ・マンドリコワ vs.  イバンナ・マドルガ　6-2, 6-3
- バージニア・ルジッチ vs.  ウェンディ・ターンブル　6-2, 6-0
- ダイアン・フロムホルツ vs.  ビリー・ジーン・キング　6-1, 6-4

準決勝
- クリス・エバート・ロイド vs.  ハナ・マンドリコワ　6-7, 6-2, 6-2
- バージニア・ルジッチ vs.  ダイアン・フロムホルツ　7-6, 6-1

## 決勝戦の結果
- 男子シングルス： ビョルン・ボルグ vs.  ビタス・ゲルレイティス　6-4, 6-1, 6-2
- 女子シングルス： クリス・エバート・ロイド vs.  バージニア・ルジッチ　6-0, 6-3
- 男子ダブルス： ビクトル・アマヤ＆ ハンク・プフィスター vs.  ブライアン・ゴットフリート＆ ラウル・ラミレス　1-6, 6-4, 6-4, 6-3
- 女子ダブルス： キャシー・ジョーダン＆ アン・スミス vs.  イバンナ・マドルガ＆ アドリアーナ・ビラグラン　6-1, 6-0
- 混合ダブルス： ビリー・マーティン＆ アン・スミス vs.  スタニスラフ・ビルナー＆ レナータ・トマノワ　2-6, 6-4, 8-6

## みどころ
- 男子シングルス優勝者のビョルン・ボルグが、3年連続の優勝で全仏オープン「5勝」に到達した。かつて「全仏選手権」の出場資格が1924年までフランス人選手のみに限定されていた時代、アンリ・コシェ（1901年 - 1987年）が1922年を含めて5度優勝したことがある。現在ではコシェの1922年の優勝はテニスの「公認記録」から除外されるため、ボルグはコシェを抜いて男子シングルスの大会歴代1位に躍進した。ボルグは同時に、本大会では失セット数0の全試合ストレート勝ちも達成した。